# Campionato nordamericano femminile di pallavolo 2015
Il campionato nordamericano femminile di pallavolo 2015 si è svolto dal 27 settembre al 2 ottobre 2015: al torneo hanno partecipato otto squadre nazionali nordamericane e la vittoria finale è andata per l'ottava volta, la terza consecutiva, agli Stati Uniti.

## Impianti
|                                                                                       |  |  |
|                                                                                       |  |  |
| Auditorio Unidad Deportiva Bicentenario Città: Morelia Capienza: - Anno d'apertura: - |  |  |

## Regolamento

### Formula
Le squadre hanno disputato una prima fase a gironi con formula del girone all'italiana; al termine della prima fase:
- Le prime tre classificate di ogni girone hanno acceduto alla fase finale per il primo posto, strutturata in ottavi di finale (a cui hanno partecipato le seconde e le terze classificate di ogni girone), quarti di finale, semifinali, finale per il terzo posto e finale.
- Le ultime due classificate di ogni girone e le due eliminate ai quarti di finale della fase finale per il primo posto hanno acceduto alla fase finale per il quinto posto, strutturata in semifinali, finale per il settimo posto e finale per il quinto posto.

### Criteri di classifica
Se il risultato finale è stato di 3-0 sono stati assegnati 5 punti alla squadra vincente e 0 a quella sconfitta, se il risultato finale è stato di 3-1 sono stati assegnati 4 punti alla squadra vincente e 1 a quella sconfitta, se il risultato finale è stato di 3-2 sono stati assegnati 3 punti alla squadra vincente e 2 a quella sconfitta.
L'ordine del posizionamento in classifica è stato definito in base a:
- Numero di partite vinte;
- Punti;
- Rapporto dei set vinti/persi;
- Rapporto dei punti realizzati/subiti;
- Risultati degli scontri diretti.

## Squadre partecipanti
| Squadra           | Qualificazione      | Ultima partecipazione |
| ----------------- | ------------------- | --------------------- |
| Canada            | -                   | Stati Uniti 2013      |
| Costa Rica        | -                   | Stati Uniti 2013      |
| Cuba              | -                   | Stati Uniti 2013      |
| Messico           | Paese organizzatore | Stati Uniti 2013      |
| Porto Rico        | -                   | Stati Uniti 2013      |
| Rep. Dominicana   | -                   | Stati Uniti 2013      |
| Stati Uniti       | -                   | Stati Uniti 2013      |
| Trinidad e Tobago | -                   | Stati Uniti 2013      |

## Torneo

### Fase a gironi
| Girone A    | Girone B          |
| ----------- | ----------------- |
| Canada      | Messico           |
| Costa Rica  | Porto Rico        |
| Cuba        | Rep. Dominicana   |
| Stati Uniti | Trinidad e Tobago |

#### Girone A

##### Risultati
| 27 settembre 2015 Auditorio Bicentenario, Morelia Durata: 1h:09 - Spettatori: 800   | Costa Rica  | 0 - 3 | Stati Uniti | 15-25, 11-25, 13-25               |
| 27 settembre 2015 Auditorio Bicentenario, Morelia Durata: 1h:50 - Spettatori: 2 500 | Cuba        | 2 - 3 | Canada      | 22-25, 25-18, 25-22, 20-25, 12-15 |
| 28 settembre 2015 Auditorio Bicentenario, Morelia Durata: 1h:08 - Spettatori: 250   | Cuba        | 3 - 0 | Costa Rica  | 25-14, 25-15, 25-21               |
| 28 settembre 2015 Auditorio Bicentenario, Morelia Durata: 1h:09 - Spettatori: 1 600 | Stati Uniti | 3 - 0 | Canada      | 25-15, 25-17, 25-19               |
| 29 settembre 2015 Auditorio Bicentenario, Morelia Durata: 1h:03 - Spettatori: 200   | Canada      | 3 - 0 | Costa Rica  | 25-15, 25-12, 25-10               |
| 29 settembre 2015 Auditorio Bicentenario, Morelia Durata: 1h:19 - Spettatori: 2 000 | Stati Uniti | 3 - 0 | Stati Uniti | 25-16, 25-18, 30-28               |

##### Classifica
| Pos | Squadra     | Pt | G | V | P | SV | SP | Ratio | PF  | PS  | Ratio |
| --- | ----------- | -- | - | - | - | -- | -- | ----- | --- | --- | ----- |
| 1   | Stati Uniti | 15 | 3 | 3 | 0 | 9  | 0  | MAX   | 230 | 152 | 1.513 |
| 2   | Canada      | 8  | 3 | 2 | 1 | 6  | 5  | 1.200 | 231 | 216 | 1.069 |
| 3   | Cuba        | 7  | 3 | 1 | 2 | 5  | 6  | 0.833 | 241 | 235 | 1.026 |
| 4   | Costa Rica  | 0  | 3 | 0 | 3 | 0  | 9  | 0.000 | 126 | 225 | 0.560 |

#### Girone B

##### Risultati
| 27 settembre 2015 Auditorio Bicentenario, Morelia Durata: 2h:13 - Spettatori: 2 000 | Rep. Dominicana   | 3 - 2 | Porto Rico        | 25-19, 25-19, 18-25, 20-25, 15-13 |
| 27 settembre 2015 Auditorio Bicentenario, Morelia Durata: 1h:15 - Spettatori: 2 800 | Messico           | 3 - 0 | Trinidad e Tobago | 25-16, 25-12, 25-23               |
| 28 settembre 2015 Auditorio Bicentenario, Morelia Durata: 1h:12 - Spettatori: 400   | Trinidad e Tobago | 0 - 3 | Rep. Dominicana   | 16-25, 14-25, 17-25               |
| 28 settembre 2015 Auditorio Bicentenario, Morelia Durata: 2h:02 - Spettatori: 2 650 | Messico           | 2 - 3 | Porto Rico        | 20-25, 25-23, 16-25, 25-18, 11-15 |
| 29 settembre 2015 Auditorio Bicentenario, Morelia Durata: 1h:11 - Spettatori: 1 275 | Porto Rico        | 3 - 0 | Trinidad e Tobago | 25-14, 25-14, 25-21               |
| 29 settembre 2015 Auditorio Bicentenario, Morelia Durata: 1h:16 - Spettatori: 3 200 | Messico           | 0 - 3 | Rep. Dominicana   | 16-25, 18-25, 23-25               |

##### Classifica
| Pos | Squadra           | Pt | G | V | P | SV | SP | Ratio | PF  | PS  | Ratio |
| --- | ----------------- | -- | - | - | - | -- | -- | ----- | --- | --- | ----- |
| 1   | Rep. Dominicana   | 13 | 3 | 3 | 0 | 9  | 2  | 4.500 | 253 | 205 | 1.234 |
| 2   | Porto Rico        | 10 | 3 | 2 | 1 | 8  | 5  | 1.600 | 282 | 249 | 1.133 |
| 3   | Messico           | 7  | 3 | 1 | 2 | 5  | 6  | 0.833 | 229 | 232 | 0.987 |
| 4   | Trinidad e Tobago | 0  | 3 | 0 | 3 | 0  | 9  | 0.000 | 147 | 225 | 0.653 |

### Finali 1º e 3º posto
|  | Quarti     | Quarti      |                 |            | Semifinali         | Semifinali         |  |  | Finale 1º/2º posto | Finale 1º/2º posto |
|  |            |             |                 |            |                    |                    |  |  |                    |                    |
|  |            |             |                 |            |                    |                    |  |  |                    |                    |
|  |            |             |                 |            |                    |                    |  |  |                    |                    |
|  | -          | -           |                 |            |                    |                    |  |  |                    |                    |
|  | -          | -           |                 |            |                    |                    |  |  |                    |                    |
|  | -          | -           |                 |            |                    |                    |  |  |                    |                    |
|  | -          | -           | Rep. Dominicana | 3          |                    |                    |  |  |                    |                    |
|  |            |             | Rep. Dominicana | 3          |                    |                    |  |  |                    |                    |
|  |            | Canada      | 1               |            |                    |                    |  |  |                    |                    |
|  | Canada     | Canada      | 1               | 3          |                    |                    |  |  |                    |                    |
|  | Canada     |             |                 | 3          |                    |                    |  |  |                    |                    |
|  | Messico    | 2           |                 |            |                    |                    |  |  |                    |                    |
|  | Messico    | 2           | Rep. Dominicana | 1          |                    |                    |  |  |                    |                    |
|  |            |             | Rep. Dominicana | 1          |                    |                    |  |  |                    |                    |
|  |            | Stati Uniti | 3               |            |                    |                    |  |  |                    |                    |
|  | -          | Stati Uniti | 3               | -          |                    |                    |  |  |                    |                    |
|  | -          |             |                 | -          |                    |                    |  |  |                    |                    |
|  | -          | -           |                 |            |                    |                    |  |  |                    |                    |
|  | -          | -           | Stati Uniti     | 3          | Finale 3º/4º posto | Finale 3º/4º posto |  |  |                    |                    |
|  |            |             | Stati Uniti     | 3          | Finale 3º/4º posto | Finale 3º/4º posto |  |  |                    |                    |
|  |            | Porto Rico  | 0               |            |                    |                    |  |  |                    |                    |
|  | Porto Rico | Porto Rico  | 0               | 3          | Canada             | 1                  |  |  |                    |                    |
|  | Porto Rico |             |                 | 3          | Canada             | 1                  |  |  |                    |                    |
|  | Cuba       | 1           |                 | Porto Rico | 3                  |                    |  |  |                    |                    |
|  | Cuba       | 1           |                 |            | 3                  |                    |  |  |                    |                    |
|  |            |             |                 |            |                    |                    |  |  |                    |                    |
|  |            |             |                 |            |                    |                    |  |  |                    |                    |

#### Quarti di finale
| 30 settembre 2015 Auditorio Bicentenario, Morelia Durata: 1h:45 - Spettatori: 2 100 | Porto Rico | 3 - 1 | Cuba    | 25-20, 25-14, 25-27, 25-18       |
| 30 settembre 2015 Auditorio Bicentenario, Morelia Durata: 1h:55 - Spettatori: 2 500 | Canada     | 3 - 2 | Messico | 22-25, 25-15, 25-17, 21-25, 15-8 |

#### Semifinali
| 1º ottobre 2015 Auditorio Bicentenario, Morelia Durata: 1h:49 - Spettatori: 2 050 | Rep. Dominicana | 3 - 1 | Canada     | 18-25, 25-20, 25-23, 25-20 |
| 1º ottobre 2015 Auditorio Bicentenario, Morelia Durata: 1h:17 - Spettatori: 2 500 | Stati Uniti     | 3 - 0 | Porto Rico | 25–20, 25–18, 25–17        |

#### Finale 3º posto
| 2 ottobre 2015 Auditorio Bicentenario, Morelia Durata: 1h:40 - Spettatori: 2 000 | Canada | 1 - 3 | Porto Rico | 25-23, 19-25, 20-25, 17-25 |

#### Finale
| 2 ottobre 2015 Auditorio Bicentenario, Morelia Durata: 1h:49 - Spettatori: 3 600 | Rep. Dominicana | 1 - 3 | Stati Uniti | 19-25, 25-22, 18-25, 17-25 |

### Finali 5º e 7º posto
|  | Semifinali        | Semifinali        | Semifinali |      |         | Finale 5º/6º posto | Finale 5º/6º posto | Finale 5º/6º posto |  |
|  |                   |                   |            |      |         |                    |                    |                    |  |
|  | Costa Rica        | Costa Rica        | 0          |      |         |                    |                    |                    |  |
|  | Costa Rica        | Costa Rica        | 0          |      |         |                    |                    |                    |  |
|  | Messico           | Messico           | 3          |      |         |                    |                    |                    |  |
|  | Messico           | Messico           | 3          |      | Messico | Messico            | 1                  |                    |  |
|  |                   |                   |            |      | Messico | Messico            | 1                  |                    |  |
|  |                   |                   | Cuba       | Cuba | 3       |                    |                    |                    |  |
|  | Trinidad e Tobago | Trinidad e Tobago | Cuba       | Cuba | 3       | 0                  |                    |                    |  |
|  | Trinidad e Tobago | Trinidad e Tobago |            |      |         | 0                  |                    |                    |  |
|  | Cuba              | Cuba              | 3          |      |         | Finale 7º/8º posto | Finale 7º/8º posto | Finale 7º/8º posto |  |
|  | Cuba              | Cuba              | 3          |      |         |                    |                    |                    |  |
|  |                   |                   |            |      |         |                    |                    |                    |  |
|  |                   |                   |            |      |         | Costa Rica         | Costa Rica         | 0                  |  |
|  |                   |                   |            |      |         | Costa Rica         | Costa Rica         | 0                  |  |
|  |                   |                   |            |      |         | Trinidad e Tobago  | Trinidad e Tobago  | 3                  |  |

#### Semifinali
| 1º ottobre 2015 Auditorio Bicentenario, Morelia Durata: 1h:07 - Spettatori: 250 | Costa Rica        | 0 - 3 | Messico | 16-25, 18-25, 13-25 |
| 1º ottobre 2015 Auditorio Bicentenario, Morelia Durata: 0:59 - Spettatori: 980  | Trinidad e Tobago | 0 - 3 | Cuba    | 14-25, 14-25, 14-25 |

#### Finale 7º posto
| 2 ottobre 2015 Auditorio Bicentenario, Morelia Durata: 1h:16 - Spettatori: 500 | Costa Rica | 0 - 3 | Trinidad e Tobago | 19-25, 24-26, 24-26 |

#### Finale 5º posto
| 2 ottobre 2015 Auditorio Bicentenario, Morelia Durata: 1h:29 - Spettatori: 1 975 | Messico | 1 - 3 | Cuba | 25-18, 15-25, 15-25, 19-25 |

## Podio

### Campione
Formazione: 1 Alisha Glass, 2 Kayla Banwarth, 8 Lauren Gibbemeyer, 10 Jordan Larson, 11 Megan Hodge, 14 Nicole Fawcett, 16 Foluke Akinradewo, 17 Natalie Hagglund, 18 Molly Kreklow, 21 TeTori Dixon, 22 Rachael Adams, 23 Kelsey Robinson, 24 Krista Vansant, 25 Karsta Lowe, CT: Karch Kiraly

### Secondo posto
Formazione: 1 Annerys Vargas, 2 Winifer Fernández, 3 Lisvel Eve, 4 Marianne Fersola, 5 Brenda Castillo, 6 Camil Domínguez, 7 Niverka Marte, 13 Erasma Moreno, 14 Gaila González, 16 Yonkaira Peña, 17 Gina Mambrú, 19 Ana Binet, 20 Brayelin Martínez, 21 Jineiry Martínez, CT: Marcos Kwiek

### Terzo posto
Formazione: 1 Debora Seilhamer, 3 Vilmarie Mojica, 6 Yarimar Rosa, 7 Stephanie Enright, 9 Áurea Cruz, 11 Karina Ocasio, 13 Shirley Ferrer, 14 Natalia Valentín, 16 Alexandra Oquendo, 18 Lynda Morales, 21 Diana Reyes, 22 Keila Rodríguez, CT: Juan Carlos Nuñez

## Classifica finale
| Pos | Squadra           | Qualificazione                                                        |
| --- | ----------------- | --------------------------------------------------------------------- |
|     | Stati Uniti       | Torneo di qualificazione nordamericano ai Giochi della XXXI Olimpiade |
|     | Rep. Dominicana   | Torneo di qualificazione nordamericano ai Giochi della XXXI Olimpiade |
|     | Porto Rico        | Torneo di qualificazione nordamericano ai Giochi della XXXI Olimpiade |
| 4   | Canada            | Torneo di qualificazione nordamericano ai Giochi della XXXI Olimpiade |
| 5   | Cuba              |                                                                       |
| 6   | Messico           |                                                                       |
| 7   | Trinidad e Tobago |                                                                       |
| 8   | Costa Rica        |                                                                       |

## Premi individuali
| Premio                 | Nome            | Squadra         |
| ---------------------- | --------------- | --------------- |
| MVP                    | Nicole Fawcett  | Stati Uniti     |
| Miglior realizzatrice  | Andrea Rangel   | Messico         |
| Miglior servizio       | Evelyn Sibaja   | Costa Rica      |
| Miglior difesa         | Brenda Castillo | Rep. Dominicana |
| Miglior ricevitrice    | Kayla Banwarth  | Stati Uniti     |
| Miglior palleggiatrice | Niverka Marte   | Rep. Dominicana |
| Miglior opposto        | Heidy Rodríguez | Cuba            |
| Miglior schiacciatrice | Andrea Rangel   | Messico         |
| Miglior schiacciatrice | Yonkaira Peña   | Rep. Dominicana |
| Miglior centrale       | Lucille Charuk  | Canada          |
| Miglior centrale       | Lynda Morales   | Porto Rico      |
| Miglior libero         | Brenda Castillo | Rep. Dominicana |